# (1719) Jens
(1719) Jens es un asteroide que forma parte del cinturón de asteroides y fue descubierto por Karl Wilhelm Reinmuth el 17 de febrero de 1950 desde el observatorio de Heidelberg-Königstuhl, Alemania.

## Designación y nombre
Jens fue designado al principio como 1950 DP.
Más tarde se nombró en honor de un nieto del descubridor.

## Características orbitales
Jens está situado a una distancia media del Sol de 2,659 ua, pudiendo acercarse hasta 2,073 ua y alejarse hasta 3,246 ua. Su excentricidad es 0,2206 y la inclinación orbital 14,28°. Emplea en completar una órbita alrededor del Sol 1584 días.